# Johannes Palmer Hartmann

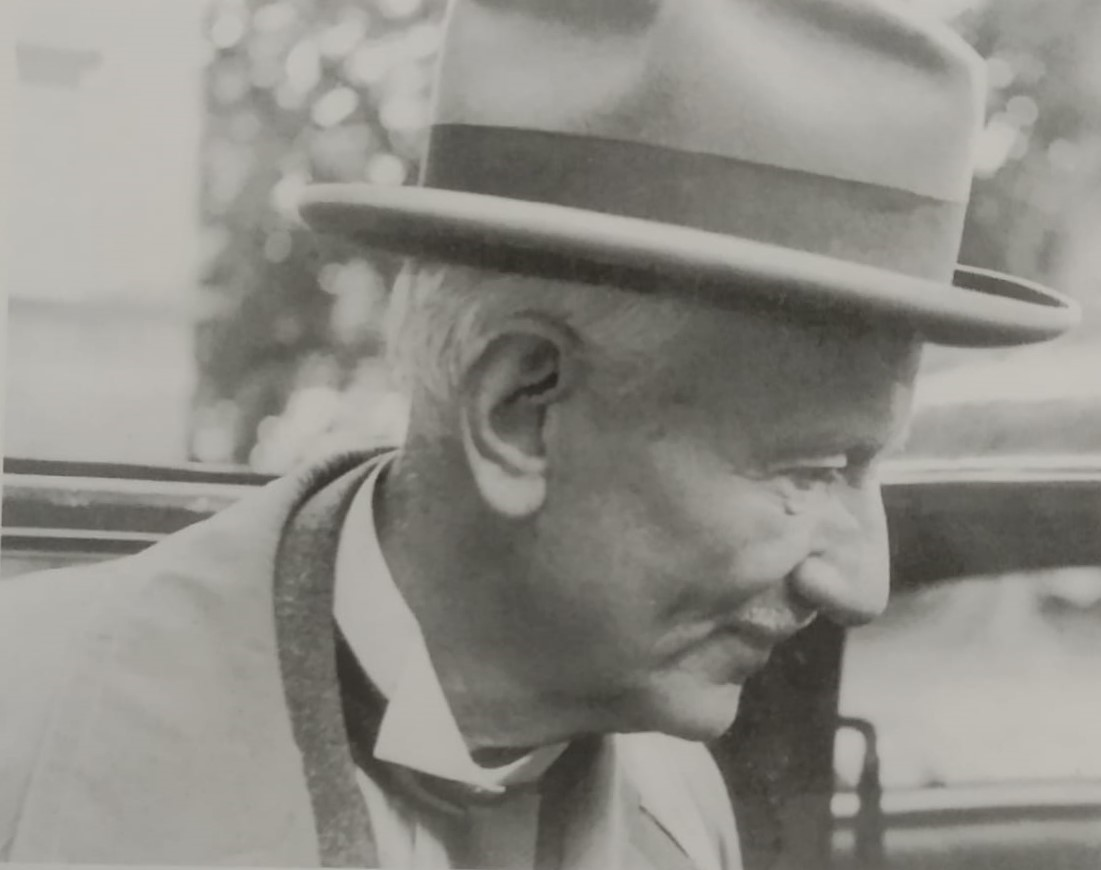
Johannes Palmer Hartmann (foto door Hélène Waelbroeck-Hartmann) (uit Terugblik op Sint-Amandsberg, Roger Poelman, p. 336)

Johannes Palmer Hartmann (Kopenhagen 18 januari 1870 - Gent 18 maart 1948) was een bloemist die vooral bekendheid verwierf met zijn bloemisterij in het Belgische Sint-Amandsberg. Na zijn studies in Kopenhagen vertrok Hartmann op studiereis door Europa, waarna hij uiteindelijk in Sint-Amandsberg een bloemisterij begon. De bloemist bouwde het grootste tuinbouwbedrijf van Gent uit en viel meermaals in de prijzen op de Gentse Floraliën. Vandaag is zijn villa met wintertuin nog altijd te bezichtigen aan het Henri Van Cleemputteplein in Sint-Amandsberg.

## Jeugd in Denemarken
Johannes Hartmann werd geboren in een Deense componistenfamilie. Hij was de zoon van de componist Emil Hartmann (1836-1898) en de kleinzoon van de componist Johan Peter Emilius Hartmann (1805-1900).
Als jongere bracht Johannes zijn vakanties door bij zijn zus Bodil Hartmann (1867-1959) in het kasteel Fuglsang  op het eiland Lolland. Ze was net zoals de rest van de familie heel muzikaal aangelegd en organiseerde veel huisconcerten en feesten. Johannes, die zich al als kind met passie interesseerde voor de natuur, trok graag op met de tuinmannen die de uitgestrekte tuin met de gazons, bomen en struiken onderhielden, alsook de bloemen in de serres. Hij ging dan ook naar de tuinbouwhogeschool (Landbohöjskolen) in Kopenhagen, waar hij in 1894 zijn diploma behaalde.

## Europees avontuur
Nadat Johannes op 24-jarige leeftijd afstudeerde van de Landbohöjskolen, vertrok hij op studiereis doorheen het Europese vasteland en Engeland. Daar bestudeerde hij de grote bloemisterijen en plantentuinen. Hij bezocht steden zoals Berlijn, Parijs, Sint-Petersburg en Londen, maar was vooral geïnspireerd door wat hij in Gent zag. De stad was op dat moment namelijk internationaal befaamd op vlak van het kweken van bloemen en planten. Johannes ging dan ook aan het werk bij bloemist Karel Petrick, die een bedrijf had in de Antwerpsesteenweg in Sint-Amandsberg.

## De uitbouw van een leven in Sint-Amandsberg
In het bedrijf van Karel Petrick ondervond Hartmann dat de aardappelgrond in Sint-Amandsberg ideaal was om azalea’s te kweken. Hij kocht een klein huisje met aanpalend aardappelveld van 5000 vierkante meter aan het toenmalige Prins Albertplein (later het Henri Van Cleemputteplein) en startte er in januari 1897 een bescheiden tuinbouwbedrijf met zes kleine serres. "Etablissement d’Horticulture J.-P. Hartmann" was geboren.
In 1898 trouwde hij met zijn nicht Ellen Hartmann. Het paar woonde eerst aan de Coupure en de Lousbergkaai, maar Ellen en Johannes verhuisden in 1908 naar de villa die werd opgetrokken bij de bloemisterij. In 1918 overleed Ellen. Ze werd begraven op het Campo Santo, maar werd later overgebracht naar Denemarken.
Hartmann werd in het interbellum een van de voornaamste deelnemers op de vijfjaarlijkse Gentse floraliën. In de floraliën van 1923, 1928, 1933 en 1938 werd hij telkens met een 50-tal prijzen onderscheiden. Zo won hij in 1923 en 1938 ook de ereprijs van Hare Majesteit Koningin Elisabeth. In 1933 won hij de wisselbeker van de tentoonstelling die hem in 1938 blijvend werd toegekend.
Door zijn bekendheid en verdienste kreeg Hartmann verschillende erefuncties. Zo werd hij in 1923 tot Consul van Denemarken benoemd te Gent. Ook was hij gedurende meerdere jaren voorzitter van de Liga van Belgische Tuinbouw-Exporteurs. Verder was Hartmann vertegenwoordiger van Dansk Samvirke in Gent: een organisatie die culturele band tussen België en Denemarken wilde bevorderen.
In 1924 trouwde hij een tweede keer met Sigyn Kemp, afkomstig uit een oude Deense familie. Met haar zou Hartmann vijf kinderen krijgen.
Hartmanns impact op Sint-Amandsberg valt niet te overzien. Zo liet hij in 1927 aan de Port Arthurlaan een Deens Zeemanshuis bouwen dat dienstdeed als lutherse kerk.

## Tweede Wereldoorlog en Hartmanns dood
De glorie van het tuinbouwbedrijf van Johannes Hartmann kwam tot een halt ten tijde van de Tweede Wereldoorlog. Hartmann kreeg voedselpakketten van het Deense Rode Kruis omdat hij met zijn plantenbedrijf niet voor de Duitse bezetter kon werken. In een groot deel van de serres werden tomaten gekweekt in plaats van planten en bloemen. Op de velden buiten werden hier en daar aardappelen geteeld. Hartmann toonde ook zijn hart aan de inwoners van Sint-Amandsberg. De bewoners in de buurt konden bij bombardementen schuilen in de kelders onder de villa van Hartmann.
Hoewel de Tweede Wereldoorlog en vooral de naoorlogse periode een moeilijke tijd werd voor Belgische tuinbouwers, loodste Johannes zijn bedrijf door de crisis. Sinds 1945 assisteerde Johannes' oudste zoon Oluf zijn vader ook in de bloemisterij.
Johannes Palmer Hartmann overleed op 28 maart 1948 thuis na een korte ziekte. De kist werd rondgedragen in de wintertuin en er werd een kerkdienst gehouden in het Zeemanshuis aan de Port Arthurlaan. Daarna werd hij via Antwerpen per schip naar Kopenhagen gebracht, waar hij werd bijgezet in de familiekelder. Hierna leidde Oluf zijn bedrijf tot 1974.